# Oléac-Debat
 Oléac-Debat  es una comuna y población de Francia, en la región de Mediodía-Pirineos, departamento de Altos Pirineos, en el distrito de Tarbes y cantón de Pouyastruc.
Su población en el censo de 1999 era de 105 habitantes.
Está integrada en la Communauté de communes du Riou de Loulès.

## Demografía
| 76 | 124 | 103 | 87 | 105 | 105 |
| Para los censos de 1962 a 1999 la población legal corresponde a la población sin duplicidades (Fuente: INSEE [Consultar]) |     |     |    |     |     |